# National-républicanisme
 (janvier 2011).
Le national-républicanisme ou nationalisme républicain est une tendance politique, affirmant que l'État-nation est le cadre indépassable de la république. De ce fait il s'oppose à la construction supra-nationale européenne et à une forte décentralisation de l'État. Ce courant défend le nationalisme, le républicain, et souverainiste. Il s'oppose en ce sens à l'internationalisme et au monarchisme.

## Histoire
En France, le national-républicanisme apparaît avec la chute des régimes communistes en Europe, « qui entraîne celle des logiques binaires d’appartenance politique ayant structuré le monde depuis l’après-guerre ». Sans faire référence à la République, L'Idiot international participe à l'émergence de l'idéologie nationale-républicaine selon laquelle « l’affrontement, ou le compromis, entre capitalisme et communisme, serait dépassé dans une alliance nouvelle redonnant sa centralité au cadre national ». Une première nébuleuse intellectuelle se cristallise notamment autour de la personnalité de Max Gallo et de la première affaire du voile à l’école, à Creil en 1989.
En 2001, Étienne Balibar observe la progression et « l'officialisation » du national-républicanisme à travers « la gestion autoritaire du "problème de l'immigration" », à droite comme à gauche et en particulier sous le gouvernement Lionel Jospin.

## Les nationaux-républicains français
Ils sont représentés par Nicolas Dupont-Aignan et son parti gaulliste Debout la France, le Rassemblement national (ex-Front national) présidé par Marine Le Pen, Les Patriotes de Florian Philippot, le Mouvement républicain et citoyen et dans une moindre mesure La France insoumise de Jean-Luc Mélenchon[réf. nécessaire].